# Шумное плавание
«Шумное плавание» — советский музыкальный рисованный мультипликационный фильм 1937 года.

## Сюжет
Веселый лягушонок, танцор и музыкант торопится на свой концерт. Но гастроли известного виртуоза оказываются под угрозой срыва. На большой корабль он опоздал, и лягушонок оказался на маленьком пароходике с громким именем «Гигант». Но и здесь его поджидали крупные неприятности. Непоседливый пассажир очень раздражает злого боцмана. И лягушонок оказывается за бортом… А в это время маленький пароходик попадает в страшный шторм.

## Создатели
| сценарий                       | Николая Адуева                                                                        |
| режиссёр                       | Владимир Сутеев                                                                       |
| сорежиссёр                     | Леонид Амальрик                                                                       |
| ассистент                      | Владимир Полковников                                                                  |
| музыка                         | Александра Цфасмана                                                                   |
| музыка эпизода кораблекрушения | Алексей Соколов-Камин                                                                 |
| художники-мультипликаторы      | Надежда Привалова, Ламис Бредис, В. Купер, Фаина Епифанова, Александра Снежко-Блоцкая |
| оператор                       | Д. Каретный                                                                           |
| съёмка                         | К. Крылова                                                                            |
| звукооператор                  | С. Ренский                                                                            |

## О мультфильме
Первые годы существования студии «Союзмультфильм» (1936-38) были отданы освоению целлулоидной технологии (так называемого «диснеевского конвейера»), необходимой для массового производства рисованных картин. Несмотря на заимствованную, неоригинальную стилистику большинства картин, уже в это время стали появляться работы, удачные в художественном отношении (в первую очередь – фильмы В. Г. Сутеева, такие, как «Шумное плавание» или «Почему у носорога шкура в складках?»).— Георгий Бородин

Среди ставших классикой работ 1930-х — картина режиссёра Владимира Сутеева и художника и сорежиссёра Леонида Амальрика «Шумное плавание» (1937), вдохновлённая популярной музыкой Александра Цфасмана (второй композитор фильма Алексей Соколов-Камин) и сценарием Николая Адуева. При очевидности влияния Диснея лента обладает оригинальностью и отличается самобытными характерами. Незабываем солидный капитан корабля Бобёр, реагирующий на все жизненные ситуации двумя словами: «Прекрасно!» или «Напрасно!». Солистом картины является элегантный длинноногий лягушонок — композитор и музыкант, играющий на всех инструментах. Музыка спасает горе-мореплавателей; матросы-мышки строят новый корабль взамен затонувшего и создают джазовый ансамбль, сильно напоминающий коллективы Александра Цфасмана или Леонида Утёсова.
— Лариса Малюкова «СВЕРХкино» с. 274

## Видео
В 1990-е годы мультфильм выпускался на видеокассетах разными видеостудиями.